# Vincent Favé
Pour les articles homonymes, voir Favé.
Vincent Favé, en breton Visant Fave, né à Cléder le 20 février 1902 et mort le 18 avril 1997 à Saint-Pol-de-Léon, est un évêque catholique, évêque auxiliaire de Quimper de 1957 à 1977 et écrivain de langue bretonne.

## Biographie
Né à Cléder, dans le Léon, il est ordonné prêtre pour le diocèse de Quimper et de Léon le 22 juillet 1925. Après avoir été vicaire à Scaer, il devient en 1935 sous-directeur des œuvres chargé de la Jeunesse agricole catholique (JAC), et est promu chanoine honoraire en 1939. Il est nommé directeur et aumônier général du Bleun-Brug en 1944, charge qu'il assurera avec compétence et passion jusqu'en 1956.
Curé de Lesneven en 1947, puis curé-archiprêtre de Saint-Pol-de-Léon en 1949, il est nommé en 1956 vicaire général par André Fauvel.
Dans un article publié en 1957 par la revue Les Cahiers du Bleun-Brug, il s’inquiète de l’abandon de la langue bretonne par ses concitoyens, et observe qu’une « langue qu’on ne parle plus aux petits enfants au foyer est une langue condamnée à disparaître comme langue vivante ».
Le 12 décembre 1957, Pie XII le nomme évêque titulaire d'Andeda (de) et évêque auxiliaire de Quimper, auprès de André Fauvel qui lui confère la consécration épiscopale le 24 février suivant, avec comme co-consécrateurs Eugène-Joseph-Marie Le Bellec et Joël Bellec. Il conserve ce poste jusqu'en 1977 lorsqu'il se retire ayant atteint la limite d'âge.

## Publications
Vincent Favé est l’auteur d'ouvrages divers en langue bretonne, comme An ed e bleun (théâtre) en 1939, Pedomp (manuel de prière) en 1942, C'hoariomp (théâtre) en 1942, Kanomp (recueil de chants bretons), Kanomp c'hoaz en 1944, War araok (programme d'année) en 1944, Daou ha daou en 1945, Santig Du (saint Jean Discalceat) en 1991. 
Il a également collaboré à la première édition du Lexique breton-français et français-breton. Geriadurig brezoneg-galleg ha galleg-brezoneg de Visant Seité et Laurent Stéphan (éditions F. C. B. Emgleo Breiz, 1956).
À la suite du concile Vatican II, il présida plusieurs commissions de traduction des textes liturgiques en langue bretonne ; ceux-ci seront publiés au début des années 1970 par la « Kenvreuriez ar brezoneg Eskopti Kemper ha Leon » (confrérie du breton du diocèse de Quimper et de Léon) sous forme de livrets provisoires, puis en 1997 dans le Leor overenn (missel breton) édité par le Minihi Levenez.
La « Kenvreuriez ar brezoneg » publiera également sous la direction de Vincent Favé une traduction en breton des quatre évangiles : Aviel Jezuz-Krist (Ar Skol dre Lizer, 1982), puis des autres livres du Nouveau Testament : An Testamant Nevez - eil lodenn (1988).
Vincent Favé a narré ses voyages missionnaires dans le livre War roudou or Misionerien édité par Emgleo Breiz en 1989, et publié des notes grammaticales dans la revue Brud Nevez (Notennou yezadur, Emgleo Breiz, 1998).